# Аблязово (Челябинская область)
Аблязово — посёлок в Агаповском районе Челябинской области России. Входит в состав Агаповского сельского поселения.

## География
Посёлок находится на юго-западе Челябинской области, в степной зоне, на левом берегу реки Урал, южнее места впадения в неё реки Гумбейки, на расстоянии 8 километров по прямой к юго-востоку от села Агаповка, административного центра района. Абсолютная высота 330 метров над уровнем моря.

## История
Посёлок был основан татарами-казаками в 1902 году на землях казацкой станицы Пречистенской Оренбургской губернии. Функционировала мечеть (закрыта в 30-х годах XX века, до настоящего времени не сохранилась). В 1929 году, в период коллективизации, был организован колхоз «Кызыл Байрак» («Красное знамя»). С 1970 года на территории посёлка действовало 3-е отделение совхоза «Агаповский» (ныне ЗАО «Агаповское»).

## Население
| 1970 | 1995 | 2002 | 2010 |
| ---- | ---- | ---- | ---- |
| 407  | ↗411 | ↗421 | ↘399 |

Гендерный состав
По данным Всероссийской переписи населения 2010 года в гендерной структуре населения мужчины составляли 47,1 %, женщины 52,9 %.
Национальный состав
Согласно результатам переписи 2002 года, в национальной структуре населения татары составляли 57 %, казахи — 30 %.

## Инфраструктура
Функционируют детский сад, начальная общеобразовательная школа, библиотека, дом культуры, фельдшерско-акушерский пункт. В 2003 году была построена мечеть.

## Улицы
Уличная сеть посёлка состоит из трёх улиц.

## Достопримечательности
К северу от посёлка находится памятник природы «Аблязовские луга».